# Зашкув (Мазовецьке воєводство)
Зашкув (пол. Zaszków) — село в Польщі, у гміні Нур Островського повіту Мазовецького воєводства.
Населення — 241 особа (2011).
У 1975-1998 роках село належало до Ломжинського воєводства.

## Демографія
Демографічна структура станом на 31 березня 2011 року:
|          | Загалом | Допрацездатний вік | Працездатний вік | Постпрацездатний вік |
| -------- | ------- | ------------------ | ---------------- | -------------------- |
| Чоловіки | 120     | 17                 | 76               | 27                   |
| Жінки    | 121     | 21                 | 56               | 44                   |
| Разом    | 241     | 38                 | 132              | 71                   |